# Tour Colombia
De Tour Colombia of Tour Colombia 2.1, in 2018 als Colombia Oro y Paz verreden, is een meerdaagse wielerwedstrijd die tussen 2018 en 2020 jaarlijks werd verreden in Colombia en deel uitmaakt van de UCI America Tour, met de categorie 2.1. Na drie jaren van afwezigheid werd de wedstrijd in 2024 voor het eerst weer georganiseerd.

## Lijst van winnaars

### Overwinningen per land
| Overwinningen | Land     |
| ------------- | -------- |
| 4             | Colombia |